# Rasmus Würtz
Rasmus Würtz (ur. 18 września 1983 w Skive) – duński piłkarz grający na pozycji pomocnika, reprezentant Danii w latach 2005–2014. Rekordzista w liczbie występów w Superligaen.

## Kariera klubowa
Urodził się w Skive. Karierę piłkarską rozpoczął w zespole z tego miasta – Skive IK. W 2000 został przesunięty do pierwszej drużyny tego klubu. W lipcu 2002 podpisał umowę z występującym w Superligaen Aalborg BK. Od początku gry w Aalborgu był podstawowym zawodnikiem zespołu. W latach 2002–2007 rozegrał w nim 156 ligowych spotkań, w których strzelił 14 bramek.
6 lipca 2007 przeszedł do mistrza Danii FC København, podpisując pięcioletnią umowę. Podczas pobytu w tym zespole zmagał się z kontuzjami, przez co miał problem z regularnymi występami, dlatego zimą 2009 został wypożyczony na pół roku do Vejle BK. 
Latem 2009 powrócił do Aalborg BK. W sezonie 2013/14 zdobył z zespołem mistrzostwo oraz puchar kraju. W 2015 został kapitanem klubu. W 2019 zakończył karierę piłkarską. W latach 2009–2019 rozegrał 263 ligowe spotkania w barwach Aalborga, strzelając w nich 5 goli. 
Würtz w całej karierze wystąpił w 452 meczach Superligaen (419 w Aalborg BK, 18 w FC København, 15 w Vejle BK), co czyni go rekordzistą pod względem liczby spotkań w historii tych rozgrywek.

## Kariera reprezentacyjna
Występował w młodzieżowych reprezentacjach Danii do lat 17, 19, 20 i 21, w których łącznie rozegrał 52 mecze. Strzelił w nich jedną bramkę. W 2006 wystąpił w trzech spotkaniach na mistrzostwach Europy do lat 21.
W pierwszej reprezentacji zadebiutował 2 czerwca 2005 w meczu przeciwko Finlandii, zastępując na boisku Jona Dahla Tomassona. W duńskiej kadrze wystąpił łącznie w 18 spotkaniach w latach 2005–2014.

## Kariera trenerska
W latach 2020–2023 był asystentem trenera pierwszej drużyny Aalborg BK.

## Sukcesy

### Indywidualne
- 2001 – Zawodnik roku reprezentacji Danii U-19[10]

### Klubowe
Aalborg BK
- Mistrzostwo Danii: 2013/2014
- Puchar Danii: 2013/2014